# Huancané
Huancané è un comune del Perù, situato nella Regione di Puno e capoluogo della Provincia di Huancané.